# Kurt Broschek
Kurt Rudolf Broschek (* 21. November 1884 in Görlitz; † 3. Juli 1946 in Hamburg-Harvestehude) war ein deutscher Verleger, unter anderem des Hamburger Fremdenblattes.

## Leben
Der Sohn des Verlegers Albert Broschek und seiner Ehefrau Minna, geb. Merker (1857–1928) wurde nach dem Tod des Vaters Komplementär und Mehrheitseigner der Broschek-Firmen, darunter auch der Verlag des Hamburger Fremdenblatts. Als Verleger des Fremdenblattes gehörte Broschek zu den führenden Persönlichkeiten auf publizistischem Gebiet in der Spätphase der Weimarer Republik.
Broschek führte den Familienverlag bis zu seiner Enteignung durch die Nationalsozialisten im Jahr 1936. Diese zwangen ihn unter Ausnutzung eines Vorwandes, den Besitz des Fremdenblattes mit dem parteieigenen Franz-Eher-Verlag erst zu teilen und schließlich komplett abzutreten. Am 25. Januar 1936 wurde Broschek von der Gestapo wegen angeblicher Begünstigung der Freimaurerei verhaftet. (Tatsächlich war Broschek seit 1914 Mitglied der Freimaurerloge Roland, wie auch sein Vater und Bruder Ludwig.) Man warf ihm vor, einen Bericht über eine Versammlung des NS-Lehrerbundes, auf der ein Schulrat eine Rede über das „verderbliche Wirken“ der Freimaurerei gehalten hatte, so redigiert zu haben, dass er die Freimaurerei als „harmlose Angelegenheit“ darstellte. Er wurde zwar nach kurzer Zeit wieder freigelassen, es wurde aber ein Verfahren wegen Verstoßes gegen das Schriftleitergesetz vor dem Ehrengericht des Reichsverbandes Deutscher Zeitungsverleger gegen ihn eingeleitet. Vor allem wurde der Vorfall zum Anlass genommen, ihm die Kontrolle seines Verlages zu entwinden: Die Vera Verlagsanstalt GmbH, eine Tochtergesellschaft des Eher-Verlages, übernahm 1936 und 1937 sukzessive große Teile des Broschek-Verlages. Die restlichen Anteile verblieben bei Broschek, der aber faktisch keine Kontrolle mehr über seinen Verlag hatte. Von der Summe, mit der er für die Enteignung entschädigt worden war, kaufte Broschek eine Wäscherei in Berlin und ein Grundstück in Österreich, wo er sich bis Kriegsende aufhielt.
1945 beantragte Broschek bei der britischen Besatzungsmacht eine Lizenz für die erneute Herausgabe des Hamburger Fremdenblatts, das während des Krieges mit dem nationalsozialistischen Hamburger Tageblatt zwangsfusioniert worden war. Der Antrag wurde mit der Begründung abgelehnt, dass Broschek bis 1936 auch für die SA und die HJ gedruckt hatte und der alte Titel zudem nicht akzeptiert werden könne.
Die von der Vera Verlagsanstalt gehaltenen Anteile am Broschek-Verlag wurden in den späten 1940er Jahren von Hamburger Gerichten der Stadt Hamburg als Rechtsnachfolgerin der Vera Verlagsanstalt zugesprochen. Die restlichen Anteile wurden nach Broscheks Tod von seiner Witwe Antje und seinem Sohn Albert Ernst gehalten. In den 1940er und 1950er Jahren konkurrierte der Broschek-Verlag mit dem neu gegründeten Axel Springer Verlag um die Pressevorherrschaft in Hamburg, insbesondere mit der Zeitung Die Welt und dem Hamburger Abendblatt. Versuche von Axel Springer, die von der Stadt Hamburg gehaltenen Anteile am Broschek-Verlag zu übernehmen, scheiterten 1952 an Uneinigkeiten der Broschek-Erben.
Kurt Broschek wurde in der Familiengrabstätte auf dem Friedhof Ohlsdorf beigesetzt. Sie liegt im Planquadrat AA 18 nördlich der Waldstraße.